# Rosaura à dix heures
Pour plus de détails, voir Fiche technique et Distribution.
Rosaura à dix heures (Rosaura a las 10) est un film argentin réalisé par Mario Soffici, d'après l'œuvre Rosaura a las Diez (1955) de Marco Denevi, sorti en 1958.

## Synopsis
A la pension La Madrileña, le restaurateur de tableaux Camilo Canegato (Juan Verdaguer), célibataire et acariâtre, reçoit soudainement des lettres d'amour parfumées d'une certaine Rosaura (Susana Campos). La curiosité envahit l’hôtelière et ses filles ainsi que tous les pensionnaires et les ragots se créent autour de cette liaison, jusqu'à l'arrivée de Rosaura un soir à dix heures tapantes.

## Fiche technique
- Titre : Rosaura à dix heures
- Titre original : Rosaura a las 10
- Réalisation : Mario Soffici
- Scénario : Mario Soffici d'après la pièce de théâtre de Marco Denevi
- Musique : Tito Ribero
- Photographie : Aníbal González Paz
- Montage : Jorge Gárate, Martín Morazzo et Sebastian C. Perilio
- Société de production : Argentina Sono Film
- Pays :  Argentine
- Genre : Drame
- Durée : 100 minutes
- Dates de sortie : 
  - Argentine : 6 mars 1958

## Distribution
- Juan Verdaguer : Camilo Canegato
- Susana Campos : Rosaura / Marta Córrega / María Correa
- María Luisa Robledo : Mme. Milagros Ramoneda
- Alberto Dalbes : le pensionnaire David Réguel
- Amalia Bernabé : Mlle. Eufrasia Morales
- María Concepción César : Matilde
- Rita Montesi : la pensionnaire Buscona

## Distinctions
Le film a été présenté en sélection officielle en compétition au Festival de Cannes 1958.